# 宵山万華鏡
『宵山万華鏡』（よいやままんげきょう）は、森見登美彦による日本の小説。連作短編集。第41回星雲賞日本長編部門候補作。

## 概要
祇園祭の前夜祭「宵山」の1日を舞台に、様々な人々が遭遇する奇妙で幻想的な出来事を描く6編からなる連作短編集。森見は本作のことを「次女」と呼んでいる。
『小説すばる』（集英社）2007年3月号から2008年10月号まで『ヨイヤマ万華鏡』（ヨイヤマまんげきょう）のタイトルで掲載された6編を加筆修正し、2009年7月3日に同社から『宵山万華鏡』に改題の上、単行本が刊行された。2012年6月26日には集英社文庫版が刊行された。

本作は、同じ宵山の出来事を異なる人物の視点から描く2編を対にして、互いに補完し合う構成となっている。
- 宵山姉妹（視点人物：妹） - 宵山万華鏡（視点人物：姉）
- 宵山金魚（視点人物：藤田） - 宵山劇場（視点人物：小長井）
- 宵山回廊（視点人物：千鶴） - 宵山迷宮（視点人物：柳）

森見の別作品『聖なる怠け者の冒険』は、本作と同じく宵山を題材のひとつとしているが、森見による単行本のあとがきに、水面下で本作とつながりがあることが明かされている。

## 制作背景
森見は祇園祭の宵山で賑わう京都の四条烏丸に住んでいた時期に、祇園囃子と見物客の賑わいが聞こえてくるビルの谷間に山鉾がそびえ、おびただしい夜店が並ぶ街が「祭」に飲み込まれてしまうかのような不思議な感覚を小説にできないかと思い立ち、本作を書き始めている。
子どものころから夜祭に「楽しさ」と「不気味さ」の二面性があると思っていた森見は、その構造を小説に反映させようと、『夜は短し歩けよ乙女』のような明朗愉快な側面と『きつねのはなし』のような怪談的な側面を一冊の本の中で融合させようと試みた。
そしてこれまでの作品とは違う味わいを目指し、安全策として「京都の大学生たち」という要素を残しつつ初めて「子ども」や「社会人」の視点を本格的に導入した作品となった。
『宵山万華鏡』というタイトルは連載開始時に思いつきでつけたものであったが、新たな視点を導入したことで作品がタイトル通り万華鏡的構造に仕上がり、森見は安堵している。

## あらすじ
宵山姉妹
バレエ教室の帰り、臆病な妹は好奇心旺盛な姉に手を引かれ、バレエ教室の洲崎先生の言いつけを破り、賑やかな宵山の見物へ向かう。
姉妹は宵山の華やかな雰囲気に夢中になるが、妹は錦小路通で赤い浴衣の少女たちに目を奪われた隙に姉とはぐれ、姉を探し街をさまよう。
そこへ赤い浴衣を着た少女たちが現れ、妹の手を引いてバレエ教室へ案内すると宵山の喧騒の中を駆け巡る。やがて彼女たちは「空にも金魚鉾がある」と言いながら、宵山の空へと浮かび上がる。手を引かれた妹も宙へ舞い上がるが、姉が現れて妹の足をつかみ引き戻す。
助け出された妹は、空に消えていく同じ顔をした少女たちの妖しい笑みを目にする。再会した姉妹は、堅く手を握り合ったまま家へと帰っていく。
宵山金魚
藤田は高校時代の同級生で、つかみどころのない友人・乙川に誘われ、宵山を訪れる。藤田は過去2回、乙川に騙されてまともに宵山を見物できず、警戒していた。そんな藤田に乙川は、宵山には厳格なルールがあり、それを破ると「宵山様」のもとへ連行されお灸を据えられると説明する。
藤田は宵山の雰囲気を楽しむが、ふとした瞬間に乙川とはぐれてしまう。そしてひとり迷い込んだ路地裏で「立入禁止区域」に足を踏み入れ、「宵山法度違反」を犯してしまう。すると暗がりから祇園祭司令部の特別警務隊が現れ、藤田は粽を口に突っ込まれ籠に閉じ込められ連行される。
藤田は籠に乗せられ、駒形提灯が並ぶ通路や大座敷を通り抜け、舞妓や大坊主などと遭遇しながら宵山のさまざまな場所を運ばれていく。運ばれるうちに、藤田は宵山が現実離れした異界のような空間であることを実感する。
ついに藤田は「宵山様」の元へとたどり着く。そこには巨大な「超金魚」が鎮座していた。そして、その傍らには平安貴族の姿をした乙川が「騙す私が悪いのか。騙される君が悪いのか」とつぶやく姿が。藤田はこの3回目の宵山でも、また乙川に騙されたのだと悟る。
宵山劇場
小長井は、大学の友人・丸尾から「偽祇園祭」の仕掛け作りのバイトを頼まれる。依頼主は丸尾と同郷の先輩である乙川で、ターゲットは彼の友人・藤田。日当3万円に惹かれた小長井は、退屈しのぎにもなると考えてそのバイトを引き受ける。
準備を進める中、小長井は学生劇団の美術監督でかつて衝突したことのある山田川敦子と再会する。山田川は相変わらず強引な性格で、奇抜なアイデアを次々と出し、小長井は彼女の無茶ぶりに振り回されながらも、幻の「金魚鉾」作りを進めていく。
山田川の強引さに辟易しながらも、バイト仲間の大学院生・高薮さんからの言葉もあり、小長井は次第に彼女の奔放な想像力に振り回される過程そのものが、自分にとって青春だと気づき始める。いつの間にか彼は、単なるアルバイトではなく、この祭りを作り上げることに没頭していた。
初めは気乗りしない小長井であったが、気づけば祭りの熱狂の中に浸かっており、宵山当日、乙川が現れ「偽祇園祭」が実行に移される。
宵山回廊
15年前の宵山で、千鶴と同い年の従妹・京子が行方不明になってしまう。その日以来、彼女は戻らず悲しみが続いていた。
宵山の日、千鶴は画廊の店主・柳の勧めもあり、京子の父で画家である叔父・河野のアトリエを訪ねる。しかし、久しぶりに会った叔父は異様に老け込んでおり、千鶴の行動を予期しているかのような言動をとる。そして叔父は、自分は宵山の一日を繰り返しているのだと語り始める。
宵山の日、叔父は露店で購入した万華鏡を覗きながら人混みを眺め、15年前に失踪した娘・京子の姿を目撃する。そしてそれ以来、叔父は宵山の時間の中に囚われ、娘を探し続ける日々を繰り返していた。
千鶴は宵山へと消えていった叔父の姿を追い、やがて赤い浴衣を着た京子を見つける。京子は千鶴の傍らを駆け抜け、その先にいた叔父の前で立ち止まるが、宵山の明かりの中へと消えていき、叔父は京子を追いかける。千鶴は叔父を追おうとするが、そこに現れた柳に引き留められる。
宵山迷宮
宵山の日、柳は河野画伯のアトリエからの帰路、知人夫婦に酒に誘われたり、立ち寄った喫茶店の窓から画伯の姪・千鶴を目撃するなどして画廊に戻る。すると杵塚商会の乙川が現れ、父の遺品である水晶玉を譲ってほしいと交渉されるが適当にあしらい、帰宅時に河野画伯を目撃し1日を終える。
だが翌朝、柳が目を覚ますとまた同じ宵山の一日が始まっていた。困惑する柳は何日も宵山の日の繰り返しを経験しながら、少しずつ行動を変えていくが、必ず乙川が現れる。抜け出せない状況に柳は狼狽するが、河野画伯から電話があり、「君も宵山を繰り返しているんだろう」と告げられる。
柳は繰り返しの原因を探る中で母が毎朝蔵にいることに気づき、先回りして母が父の遺品の水晶玉を隠したことを突き止める。その水晶玉は、父が魅入られ、鞍馬の山道で行き倒れた原因となった万華鏡であり、この世のものではない異質な品だった。柳はこの水晶玉を持ち、乙川と対峙する。
柳は乙川に水晶玉を渡し、宵山の繰り返しから解放されると、叔父の河野画伯を追いかけようとする千鶴を見かけ、彼女を引き留める。
宵山万華鏡
姉は妹の手を引きバレエ教室の帰りに宵山の見物へ向かう。人混みの中で赤い浴衣の少女たちに目を奪われた姉は、気を抜いた瞬間に妹とはぐれる。
妹を探して歩く姉は、金魚が泳ぐ不思議な風船を見かけ、それを妹にもあげようと風船を配っている大坊主のもとへ向かう。手持ちの風船がない大坊主は宵山様のところにある風船を姉と取りに行くことになり、途中で舞妓も加わり、3人はビルの屋上を渡り歩き、宵山様のいる金魚鉾のあるビルの屋上に向かう。
宵山様は赤い浴衣の少女で、姉は宵山様の言葉が怖くなり逃げ出す。大坊主と舞妓は姉の腰に金魚風船を2つ結びつけ、妹を探すように姉を地上へ送り返す。すると、妹が宵山様と同じ顔の少女たちによって空へ連れ去られそうになっていた。
姉は妹にしがみつき、浴衣の少女たちから妹を取り戻し、少女たちは空へと消える。再会した姉妹は、堅く手を握り合ったまま家へと帰っていく。

## 登場人物

### 姉妹
ノートルダム女子大学の裏手にある白壁に蔦のからまった自宅からバレエ教室に通う姉妹
姉
好奇心旺盛な小学4年生。バレエ教室の生徒から聞いた蟷螂の鉾に興味を持ち、妹の手を引き宵山を見物に行く。
妹
臆病な小学3年生。姉に手を引かれ連れていかれた宵山で、姉とはぐれてしまう。

### 洲崎バレエ教室
三条室町を西に入った衣棚町にある三条通に面した4階建の古風なビルにあるバレエ教室
洲崎先生
洲崎バレエ教室の先生。姉妹の祖母に近い年齢。生徒の品のない振る舞いに厳しい。

### 杵塚商会
京都の骨董屋
乙川（おつかわ）
「杵塚商会」で働く男性。藤田の友人。仏像彫刻やいたずらを趣味とし、水路の金魚を巨大な「超金魚」に育てあげるなどヘンテコな男。
丸尾の奈良県人会の先輩として、藤田を騙すため「偽祇園祭」の実行を丸尾に依頼し、スーパーバイザーを務め資金を提供する。宵山当日は平安貴族に扮装し、「宵山様の代理」を自称、藤田に警告を与える。また、杵塚の使いとして、柳の父の遺品である水晶玉の譲渡を柳に交渉する。
杵塚会長
骨董屋の会長。名前のみが語られ、作中には登場しない。

### 祇園祭司令部
乙川の依頼と資金提供で「偽祇園祭」を準備するために丸尾によって作られた夏季限定のサークル
藤田（ふじだ）
奈良出身の社会人。寺の住職の末っ子。高校時代からの乙川の友人。
大阪の大学を卒業後、家電メーカーに勤務し現在は千葉県在住。「偽祇園祭」で乙川が騙そうとするターゲット。
小長井（こながい）
コンビニでバイトをする大学生。伯父が所有する築18年の室町通六角近くのワンルームマンションに住む。
前年まで学生劇団に所属していたが活動で燃え尽き引退している。「偽祇園祭」では物品調達係と粽を藤田の口に突っ込む役割を担当する。
丸尾（まるお）/ 骨董屋
小長井の知人。奈良県出身。学生実験で同じグループだった小長井を「祇園祭司令部」に誘う。
他人を使うことに長けた要領のいい男。腹がぷよぷよして二の腕がひんやりしている。「偽祇園祭」の総指揮。
宵山当日は鼻の下にちょび髭を生やした和服姿の骨董屋に扮し、「立入禁止区域」に足を踏み入れた藤田の弁明を却下する。
高薮（たかやぶ） / 大坊主
大学院生。髭面の大男。見た目とは裏腹に繊細な心優しい人。
「偽祇園祭」の力仕事担当で、宵山当日は山田川の指示で髪を剃り、金色の招き猫を抱く胸から顔まで白粉を塗った髭モジャの大坊主に扮装する。
松明の燃える物干し台で藤田を睨みつけ般若心経を唱えながら招き猫を粉々に握りつぶし、奥州斎川孫太郎虫の串焼きをむしゃむしゃ喰らう。
岬先生 / 舞妓
清楚なたたずまいの女性。洲崎バレエ教室の助手。小長井のバイト先のコンビニに買い物に来ており彼とは顔見知り。
「偽祇園祭」では進行とスケジュールを管理し、宵山当日は舞妓に扮装し左手に風にはためく鯉のぼりを、右手に緋鯉が描かれた大きな羽子板を持つ。
山田川 敦子（やまだかわ あつこ）
大学生。小長井が所属していた学生劇団の一員。麦わら帽子を被っている。「偽祇園祭」の美術監督。
前年、学園祭におけるゲリラ演劇プロジェクト「偏屈王」で小長井を酷使して工学部校舎屋上に「風雲偏屈城」を建設させた。
特別警務隊
「立入禁止区域」に足を踏み入れた藤田の尻を竹籠に填め込み宵山様のもとへ連行する。正体は丸尾に雇われた学生バイトたち。

### 柳画廊
高倉通を下った雑居ビルの1階に店を構える画廊
柳
2代目店主。30前。姉妹に蟷螂山の場所を教えてあげる。
芸大出身で東京の画廊に勤務していたが、先代店主の父が急病で倒れ、家業を受け継いでいる。
柳の母
夫と二人で柳画廊を経営していた女性。宵山の日の朝、蔵で夫の遺品を探している。
柳の父
先代店主。1年前、宵山の日の夕刻に鞍馬の山道で倒れていたところを発見されるが、脳溢血で意識が戻ることなく亡くなる。
中年夫婦
四条通に面したマンションの3階に住む夫婦。柳と面識があり、宵山の日に通りかかった柳を酒席を兼ねたベランダでの宵山見物に誘う。
千鶴
河野の姪。20代。桂の生家から烏丸通に面した金融機関に通勤する。洲崎バレエ教室の元生徒。
叔父を介して柳と面識がある。
河野 啓一
千鶴の叔父（千鶴の母の弟）。衣棚町の生家だった一軒家にアトリエを構える画家。柳画廊と先代店主のころから付き合いがある。
京子
河野の娘。千鶴と同じ年の従妹。15年前の宵山の日に行方不明となる。

### 金魚鉾
無数の達磨で埋め尽くされたビルの屋上で孫太郎虫が組み合わさって作り上げられた鉾
大坊主
天狗水で泳ぐ金魚入りの風船を宵山を行きかう人に配る。狸谷に姪っ子がいる。
子供のころ、鞍馬の山奥にある空気よりも軽い水（天狗水）が湧き出る河原がある谷で、養殖場の金魚の餌やりをしてお駄賃をもらっていた。
舞妓
ビルの屋上の真ん中にある丸い池で泳ぐ鯨みたいに大きな鯉に餌のドロップを与える。西遊記の如意棒のように伸びる、大きな羽子板を持つ。
屋上に竹林があるビルで働いている兄がいて、毎年、春に筍を御馳走になっている。
骨董屋
和服姿にチョビ髭の男。商店から買い上げた水晶玉で、金魚鉾に置かれた巨大な万華鏡を修理する。
宵山様
金魚のような赤い浴衣を着た女の子。金魚鉾から街を見るのが役目。自分のことを「私たち」と称し「みんなで一人、一人でみんな」という。
銀色に光り宙を漂う光の粒を「おいしい」と飲み込んで、妹を探す姉にも飲み込むよう勧める。

## 受賞・候補歴
- 第41回星雲賞日本長編部門候補[3]

## 書誌情報
- 単行本：集英社、2009年7月03日発売[2]、ISBN 978-4-09-386456-5
- 文庫本：集英社文庫、2012年6月26日発売[3]、ISBN 978-4-09-406703-3

| タイトル   | 初出                       | 備考               |
| ---------- | -------------------------- | ------------------ |
| 宵山姉妹   | 『小説すばる』2007年03月号 |                    |
| 宵山金魚   | 『小説すばる』2007年08月号 | 「狂言金魚」を改題 |
| 宵山劇場   | 『小説すばる』2007年11月号 |                    |
| 宵山回廊   | 『小説すばる』2008年03月号 |                    |
| 宵山迷宮   | 『小説すばる』2008年08月号 | 「宵山迷路」を改題 |
| 宵山万華鏡 | 『小説すばる』2008年10月号 |                    |